# Dragon's Back
Dragon's Back (kinesiska: 龍脊, 龙脊) är en ås i Hongkong (Kina). Den ligger i den centrala delen av Hongkong. Dragon's Back ingår i The Twins.